# Minh Hạnh Hoàng Thị
Minh Hạnh Hoàng Thị (* 12. September 1999) ist eine vietnamesische Sprinterin, die sich auf den 400-Meter-Lauf spezialisiert hat. 2023 wurde sie mit der 4-mal-400-Meter-Staffel Asienmeisterin.

## Sportliche Laufbahn
Erste Erfahrungen bei internationalen Wettbewerben sammelte Minh Hạnh Hoàng Thị im Jahr 2016, als sie bei den Juniorenasienmeisterschaften in der Ho-Chi-Minh-Stadt mit der vietnamesischen 4-mal-400-Meter-Staffel in 3:44,56 min die Silbermedaille gewann. 2023 siegte sie dann mit der Staffel in 3:33,05 min bei den Südostasienspielen in Phnom Penh. Anschließend schied sie bei den Asienmeisterschaften in Bangkok mit 54,70 s im Vorlauf über 400 Meter aus und siegte mit der Staffel in 3:32,36 min gemeinsam mit Nguyễn Thị Ngọc, Nguyễn Thị Huyền und Nguyễn Thị Hằng. Zudem gelangte sie in der Mixed-Staffel mit 3:20,72 min auf Rang vier. Ende September belegte sie in 53,91 s den sechsten Platz über 400 Meter bei den Asienspielen in Hangzhou und belegte mit der Staffel in 3:31,61 min den vierten Platz mit der Staffel. 2025 gewann sie bei den Asienmeisterschaften in Gumi in 3:34,77 min gemeinsam mit Nguyễn Thị Ngọc, Nguyễn Thị Hằng und Quách Thị Lan die Silbermedaille hinter dem indischen Team.
2021 wurde Minh Hạnh vietnamesische Meisterin in der 4-mal-200- sowie in der 4-mal-800-Meter-Staffel.

## Persönliche Bestleistungen
- 400 Meter: 53,49 s, 29. September 2023 in Hangzhou